# Корян Аршак Рафаелович
Аршак Рафаелович Корян (вірм. Արշակ Կորյան / рос. Аршак Рафаэльевич Корян; нар. 17 червня 1995, Сочі, Росія) — вірменський футболіст, правий вінґер клубу «Хімкок», який виступає в оренді за «Оренбург», та національної збірної Вірменії.

## Клубна кар'єра
Народився в Сочі. Вихованець московського «Локомотива», у сезонах 2013/14 – 2014/15 років виступав у молодіжній першості. Потрапив до заявки «залізничників» на програний (0:1) виїзний матч проти московського ЦСКА, але залишився в тому поєдинку на лаві запасних. У грудні 2014 року вирішив не продовжувати контракт із клубом та 2 лютого 2015 року підписав 1,5-річний контракт із нідерландським «Вітессе». Відхилив пропозиції «Спартака» та «Кубані». В основу не потраляв, усі матчі провів за молодіжний склад. Після завершення сезону продовжив контракт на рік. Почав тренуватися з основною командою, проте на полі так і не з'являвся. На початку червня 2016 року підписав із клубом новий контракт терміном на один рік. Перед стартом сезону разом із одноклубниками ван Бергеном, Гауеном, Чжаном, Ауде Котте та Лелівелдом включений до першої команди. 6 серпня 2016 року дебютував в Ередивізі в поєдинку проти «Віллема II», замінивши на 81-ій хвилині Мітчела ван Бергена. 31 березня 2017 року стало відомо, що Руслан разом з Вутером Донкерсом та Евутом Гоу залишиить «вітессе» після завершення чинних контрактів у червні 2017 року.
Після завершення сезону 2016/17 років отримав запрошення пройти перегляд у «Локомотиві» і 12 липня підписав контракт. Сезон 2018/19 років провів в оренді в «Хімках», а рік по тому підписав із клубом повноцінний контракт. 4 березня 2021 року продовжив контракт з «Хімками».
13 серпня 2021 року перейшов в оренду в ФК «Оренбург» на сезон 2021/22 років.

## Кар'єра в збірній
Викликався в юнацькі та молодіжні збірні Росії різних вікових категорій, у 2011 році — до юнацької збірної Вірменії (U-17).
Напередодні старту Російської Прем'єр-ліги сезону 2020/21 років гравці з країн Євразійського економічного союзу (одною з яких є Вірменія) перестали вважатися іноземними гравцями в російських лігах (існують обмеження щодо кількості іноземних гравців у команді). У 2020 році викликаний до головної збірної Вірменії. Дебютував за збірну Вірменії 5 вересня 2020 року у матчі Ліги Націй 2020/21 проти Північної Македонії.
У своєму другому матчі на міжнародній арені проти збірної Естонії 8 вересня 2020 року Аршак віддав гольовий пас Александру Карапетяну, який відкрив рахунок у матчі.

## Особисте життя
Аршак — двоюрідний брат гравця національної збірної Вірменії Руслана Коряна.

## Статистика виступів

### Клубна
Станом на 13 травня 2018.
| Клуб                 | Сезон              | Ліга               | Ліга  | Ліга | Кубок | Кубок | Єврокубки | Єврокубки | Інші  | Інші | Загалом | Загалом |
| Клуб                 | Сезон              | Дивізіон           | Матчі | Голи | Матчі | Голи  | Матчі     | Голи      | Матчі | Голи | Матчі   | Голи    |
| -------------------- | ------------------ | ------------------ | ----- | ---- | ----- | ----- | --------- | --------- | ----- | ---- | ------- | ------- |
| «Вітессе»            | 2016–17            | Ередивізі          | 3     | 0    | 2     | 1     | —         | —         | 0     | 0    | 5       | 1       |
| «Локомотив» (Москва) | 2017–18            | Прем'єр-ліга Росії | 3     | 0    | 0     | 0     | 0         | 0         | 0     | 0    | 3       | 0       |
| Загалом за кар'єру   | Загалом за кар'єру | Загалом за кар'єру | 6     | 0    | 2     | 1     | 0         | 0         | 0     | 0    | 8       | 1       |

## Досягнення

### Командні
«Вітессе»
- Молодіжна першість Нідерландів
  -  Чемпіон (1): 2014/15[16]

- Кубок Нідерландів
  -  Володар (1): 2016/17

«Локомотив»
- Прем'єр-ліга Росії
  -  Чемпіон (1): 2017/18

«Хімки»
- Кубок Росії
  -  Фіналіст (1): 2019/20

### Особисті досягнення
- Найкращий бомбардир молодіжної першості Росії: 2013/14[17]